# Fortín Cabo Primero Cano
Fortín Cabo Primero Antoliano Cano (más conocido como Fortín Cano o Salto Palmar) es una localidad paraguaya del departamento de Presidente Hayes, ubicada en el kilómetro 220 de la ruta nacional PY12 "Vicepresidente Sánchez", a unos 257 km de Asunción.
Se encuentra a orillas del Río Pilcomayo, que hace de frontera natural con la localidad argentina de Fortín Sargento Primero Leyes, provincia de Formosa.
Administrativamente forma parte y depende del municipio de Teniente Esteban Martínez, ubicado a unos 60 kilómetros de distancia.
Actualmente el lugar posee muy poca población, contando con apenas unos 50 habitantes aproximadamente, en su mayoría personal militar y trabajadores de las estancias de la zona.
Esta localidad se encuentra dentro del territorio del Parque Nacional Tinfunqué, en su límite sureste.

## Toponimia
Recibe su nombre actual en honor a Antoliano Cano, un joven militar paraguayo que era cabo primero durante la Guerra Del Chaco (1932 - 1935), entre Paraguay y Bolivia.
Su antiguo nombre de Salto Palmar hace referencia a los pequeños "saltos de agua" o "cascadas" que se forman en el Río Pilcomayo y sus afluentes cuando llueve; y a la gran cantidad de palmeras de Karanda'y que hay en esta zona del Chaco húmedo, por lo que su nombre significaría "Salto de agua donde hay muchas palmeras" o "Corriente de agua rodeada de palmeras".
Su efímero nombre de Fortín Washington Segovia fue en honor al capitán paraguayo Washington Segovia, un militar que fundó el Fortín Dorado, actual General Bruguez y también realizó varias exploraciones por la zona.

## Historia
Desde 1905 Bolivia empezó a ocupar el Chaco Boreal, que en ese entonces estaba en disputa con Paraguay, creando pequeños fuertes militares conocidos como "fortines", por lo que Paraguay respondió también creando sus propios fortines en los siguientes años.
Entre el 12 de febrero y 11 de marzo de 1914 el Mayor Ramón Bejarano del ejército paraguayo exploró las zonas del Río Negro y del bajo río Pilcomayo, para encontrar lugares ideales para la fundación de fortines y también para realizar espionajes sobre las posiciones bolivianas en la zona. Gracias a esas exploraciones en los años posteriores se fundaron varios fortines paraguayos en la zona como General Aquino, General Delgado, General Bruguez y Salto Palmar.
Este último, fue fundado en el año 1926 por el Teniente Amancio Pampliega, con el nombre de Fortín Salto Palmar, que luego sería llamado Fortín Capitán Washington Segovia y posteriormente recibió su nombre actual de Fortín Cabo Primero Antoliano Cano.
En 1935, finalizó la Guerra del Chaco y luego de la firma del Tratado de paz, amistad y límites entre Bolivia y Paraguay en 1938 , la zona de Fortín Cano quedó definitivamente dentro del territorio paraguayo.
Desde el 12 de septiembre de 2006 la localidad forma parte del distrito de Teniente Esteban Martínez.

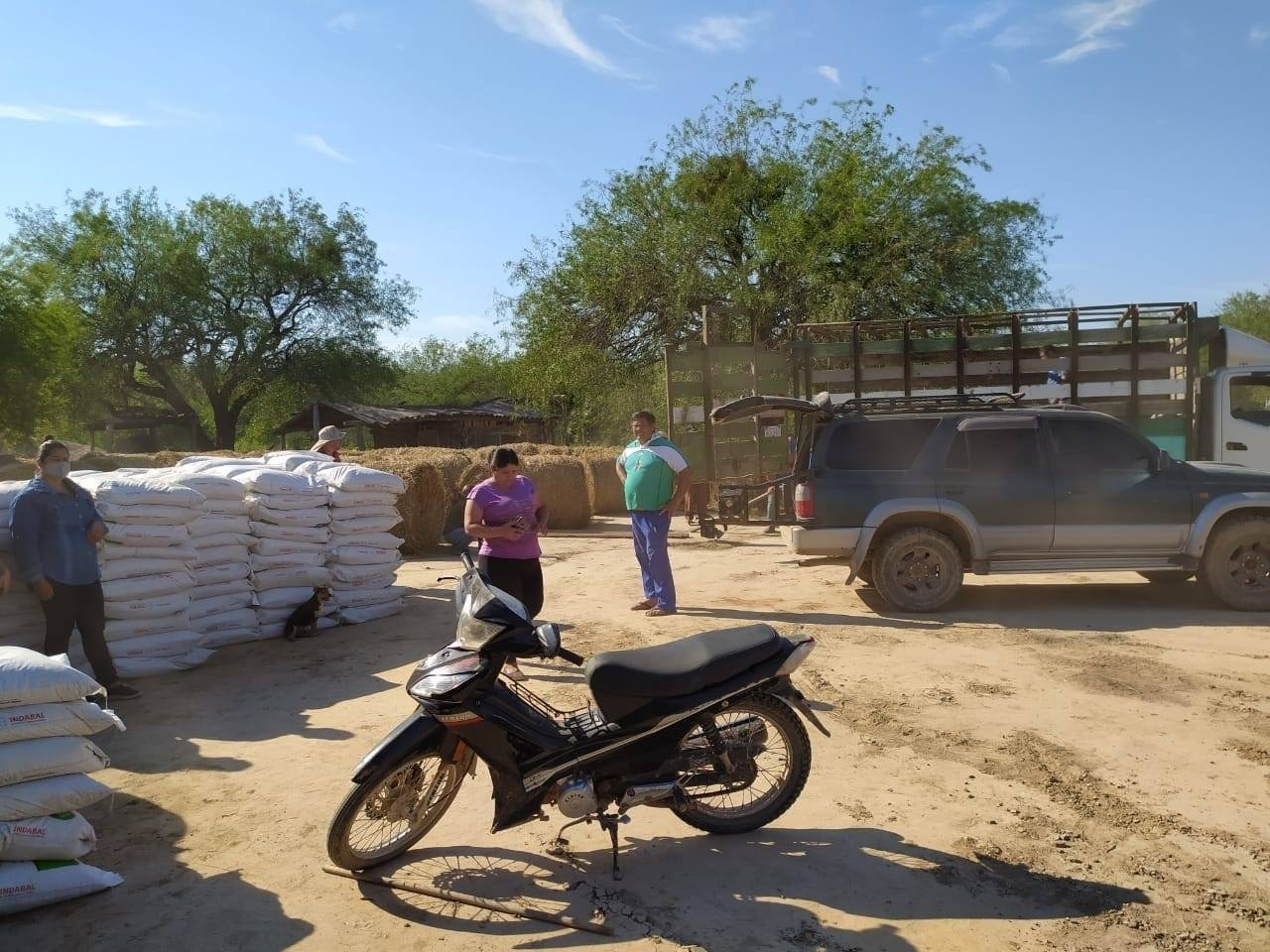
Estancia ganadera en Fortín Cano.

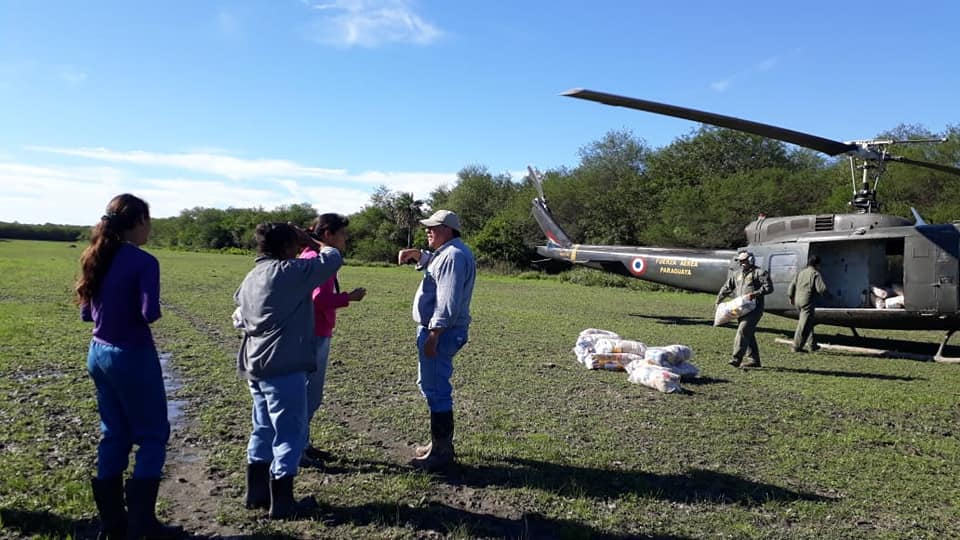
Personal militar asistiendo con víveres a pobladores de Fortín Cano.

## Geografía
Fortín Cano se ubica en el kilómetro 220 de la ruta PY12. Al noroeste limita con Teniente Esteban Martínez, al norte con Fortín Caballero, al noreste con la Comunidad Indígena San José, al este con Cadete Pastor Pando, al sureste con General Bruguez.Y al sur, suroeste y oeste limita con el Río Pilcomayo, que lo separa de las localidades argentinas de Fortín Sargento Primero Leyes al sur y San Martín Nº2 al suroeste y oeste, respectivamente.
| Noroeste: Teniente Esteban Martínez | Norte: Fortín Caballero | Nordeste: Comunidad Indígena San José |
| Oeste: San Martín Nº2               |                         | Este: Cadete Pastor Pando             |
| Suroeste: San Martín Nº2            | Sur: San Martín Nº2     | Sureste: General Bruguez              |

## Clima

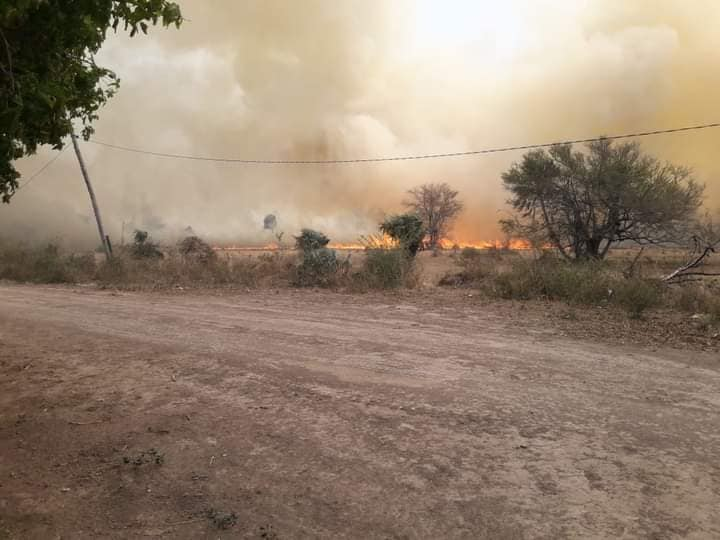
Incendio Forestal en la zona de Fortín Cano.

Según la clasificación Köppen, el clima de Fortín Cano se puede clasificar como subtropical húmedo, presentando temperaturas mínimas de -5 °C en invierno y temperaturas máximas de 45 °C en verano. La zona suele sufrir con cierta frecuencia de inundaciones por las crecidas del río Pilcomayo en épocas de lluvia en verano y de incendios forestales por las sequías que hay en invierno.